# А сад адио (филм)
А сад адио је југословенски телевизијски филм снимљен 2000. године који је режирао Александар Ђорђевић, а сценарио је писао Синиша Павић уз помоћ своје супруге Љиљане Павић. После Тајне породичног блага представља други филм чија радња је базирана на популарној серији Породично благо.

## Кратак садржај
У јутро 31. децембра на једној београдској пијаци Шпиц и Ђоша продају прасиће и јелке. Европско лудило крава се на београдској пијаци рефлектује на следећи начин: појавом лудих прасића, о чему глас из чисте обести и нетрпељивости према Шпицу и Ђоши протура Листер, новокомпоновани богаташ. Уз звуке трубача, уз заједничку и дружељубиву песму – А сад адио – сви се опраштају са 20. веком. Филм обилује карактеристичним и сочним епизодама београдске уличне и кафанске празничне атмосфере и музиком евергрин мелодија које су обележиле 20. век.

## Улоге
| Глумац                 | Улога                              |
| ---------------------- | ---------------------------------- |
| Предраг Смиљковић      | Тихомир Стојковић „Тика Шпиц“      |
| Богољуб Митић          | Ђорђе „Ђоша“ Стојковић             |
| Бранко Цвејић          | Јанко Јанковић „Листер“            |
| Ђорђе Цакић            | Џомба                              |
| Војин Ћетковић         | Горан „Брандо“ Гагић               |
| Ненад Цигановић        | Пијаниста Ковачевић                |
| Александар Дунић       | Константин „Кокан“ Продановић      |
| Жика Миленковић        | Трајко Гавриловић                  |
| Ненад Јездић           | Слободан Танасијевић „Бода Тајсон“ |
| Богдан Кузмановић      | Шеф Мафије                         |
| Мирјана Мина Лазаревић | Биљана „Чупка“ Гавриловић          |
| Данило Лазовић         | Богољуб Гагић „Черчил“             |
| Игор Первић            | Гост у кафани                      |
| Ева Рас                | Ержебет „Бета“ Стаменковић         |
| Радмила Савићевић      | Достана                            |
| Снежана Савић          | Рајна Гагић                        |
| Феђа Стојановић        | Данило Језеркић „Језа“             |
| Божидар Стошић         | Ђорђе Стаменковић „Мачак“          |
| Драган Вујић           | Пијачни инспектор                  |
| Миленко Заблаћански    | Добривоје Кашиковић „Миксер“       |
| Милан Милосављевић     | Рецепционар                        |
| Миле Станковић         | Човек који дугује Листеру новац    |
| Тања Торбица           | Жена из агенције                   |
| Душан Радовић          | Покераш                            |
| Фејат Сејдић           | Шеф трубача                        |
| Радоје Јелић           | Телохранитељ                       |

## Занимљивости
- Филм је рађен на основу серије Породично благо која се тада приказивала.
- Ово је био последњи филм Радмиле Савићевић (1926—2001).